# IV. Péter aragóniai király
IV. Péter (Balaguer, 1319. szeptember 5. – Barcelona, 1387. január 5.), ragadványneve: Szertartásos Péter, katalánul: Pere el Cerimoniós, spanyolul: Pedro el Ceremonioso, szárdul: Piero su Cerimoniosu. Aragónia, Valencia, Mallorca és Szardínia királya, Barcelona grófja. A Barcelonai-ház aragón királyi ágának a tagja. Ragadványnevét, a szertartásos jelzőt azért kapta, mert mániákusan vonzódott az udvari ceremóniákhoz, amelyek közé többek között a királyi és királynéi koronázások, házasságkötések, uralkodói évfordulók tartoztak, és legfőképp az 50 éves uralkodásának jubileuma, amellyel az uralma egyedülállóan hosszú időszakot ölelt át e korban. Négyéves volt, mikor magyar dédnagyanyja, Árpád-házi Mária nápolyi királyné elhunyt.

## Élete
IV. (Jó) Alfonz aragón királynak és első feleségének, Entençai Teréz urgelli grófnőnek a legidősebb fia. Nyolcéves volt, mikor édesanyja meghalt, és kilencéves, mikor apja újranősült. Életét előbb apjával, majd pedig a gyerekeivel, elsősorban a fiaival való konfliktusa határozta, illetőleg keserítette meg. A szertartások iránti rajongása: koronázás, házasság, évfordulók, különösen az uralkodása 50. évfordulójának megünneplése miatt kapta a szertartásos melléknevet. Angolbarát magatartást tanúsított a Százéves háborúban, míg elsőszülött fia, Vadász János franciabarát érzelmeiről volt ismert.
Apja halála után, 1336. január 24-én 16 évesen lépett trónra, és húsvétkor, 1336. április 13-án koronázták aragón királlyá Aragónia fővárosában, Zaragozában.
IV. Péter 1347-ben fiúörökös hiányában az akkor hároméves legidősebb lányát, Konstancia hercegnőt az aragón trón örökösévé nevezte ki, mellyel mind az öccse, I. Jakab urgelli gróf, mind pedig az Aragón Gyűlés, a Corts ellenállását kiváltotta. A Barcelonai-ház miután házasság révén megszerezte az Aragóniai Királyságot 1137-ben, amikor I. Petronilla (1136–1174) aragón királynő feleségül ment IV. Rajmund Berengárhoz (1113–1162), Barcelona grófjához, a Katalóniában érvényes száli törvény értelmében megtiltották a nők trónöröklési jogát, amely 1502-ig volt érvényben. Konstancia trónöröklési jogának kinyilvánítására azért szánta el magát IV. Péter, mert ugyan 1347. április 28-án megszületett az első fia, Péter herceg, de még ugyanaznap meg is halt, mely az édesanyja, Navarrai Mária életébe került. Ezért az első fiának a születése nem oldotta meg a trónöröklési válságot Aragóniában, hanem még inkább elmélyítette a királyné halálával, egészen 1350-ig, második fiának, a későbbi aragón királynak, Jánosnak a megszületéséig, aki 1350. december 27-én látta meg a napvilágot.
IV. Péter vitatta 1377-ben anyai unokájának, Máriának, aki legidősebb lányának, Konstanciának és harmadik felesége, Szicíliai Eleonóra révén sógorának, III. Frigyes szicíliai királynak volt a gyermeke, a szicíliai örökségét. Mária dédapja, II. Frigyes szicíliai király végrendeletére hivatkozott, amelyet ő úgy értelmezett, hogy a Barcelonai-ház szicíliai ágának magszakadása esetén a lányutódok ellenében az aragóniai ágat illeti az öröklés. XI. Gergely pápa, majd 1378-tól utóda VI. Orbán nem ezt az értelmezést követte, és nyíltan Mária mellé állt, akinek a trónra kerülését még nagyapja sem akadályozhatta meg, aki viszont az avignoni ellenpápa, VII. Kelemen oldalára állt 1378-tól, így a másodszülött fiának, Idősebb Mártonnak a kijelölése a szicíliai trónra csak jelképes aktus maradt a részéről.
IV. Péter csak akkor avatkozott be a szicíliai belpolitikai viszonyokba, amikor az unokája házasságkötése került szóba. IV. Péter sógora és veje, III. Frigyes szicíliai király a végrendeletében úgy rendelkezett, hogy lánya kiskorúsága esetén négy királyi helytartó (vikárius) kormányozza a szigetországot: Artale Alagona, Manfredi Chiaromonte, Guglielmo Peralta és Francesco Ventimiglia. Mária Artale Alagona befolyása alá került, aki a Visconti-házból választott vőlegényt a királynő számára. IV. Péter aragón király azt már végképp nem tűrhette, hogy Szicília egy idegen uralkodóház befolyása alá kerüljön, ezért az idősebb fiával, Jánossal szerette volna összeházasítani az ifjú királynőt, de az apjával rossz viszonyt ápoló trónörökös erre nem volt hajlandó. 1380-ban aztán nagy hajóhaddal megtámadta a szigetországot, ellenállás nélkül partra szállt, és az unokáját, az ország királynőjét Szardínia érintésével (1382) magával vitte Aragóniába, ahova 1384-ben érkezett meg. Máriát végül az unokatestvéréhez, Ifjú Martin herceghez, az apja által szicíliai királynak névlegesen kinevezett Idősebb Márton aragón infáns fiához adták feleségül 1389. június 24-én, már nagyapja halála után.
IV. Péter négyszer nősült, de csak a harmadik házasságából születtek életképes fiai, az idősebb János, aki követte a trónon, és a fiatalabb, Emberséges Márton. Negyedik házassága Fortià Szibillával, aki házasságkötésekor még írni-olvasni sem tudott, ami alapvető elvárás volt egy aragón királyné esetében, mélyítette el a konfliktust a fiaival, akik 1386-ban az uralkodásának 50. évfordulóján tartott ünnepségek alól is kivonták magukat. Elsőszülött fia nem volt hajlandó megjelenni a halálos ágyánál, annyira gyűlölte az új asszonyt, akit apja halála után száműzött az udvartól.

## Gyermekei
- 1. feleségétől, Évreux Mária (1330–1347) navarrai királyi hercegnőtől, 4 gyermek:
  - Konstancia (1344–1363) aragón trónörökösnek jelölve 1347-ben, férje III. (Együgyű) Frigyes (1342–1377) szicíliai király, 1 leány:
    - I. Mária (1363–1401) szicíliai királynő, férje I. (Ifjú) Márton. l. lent, 1 fiú:
      - Péter (1398–1400) szicíliai trónörökös és aragón infáns

  - Johanna (1344–1385), férje I. János empúriesi gróf (1338–1398), 2 fiú
  - Mária (1345/46–1348)
  - Péter (1347–1347) aragón trónörökös: (1347–1347)
- 2. feleségétől, Portugáliai Eleonórától (1328–1348), gyermekek nem születtek
- 3. feleségétől, Szicíliai Eleonóra (1325 (körül)–1375) szicíliai királyi hercegnőtől, 4 gyermek:
  - János (1350–1396), I. János néven aragón király: (1387–1396), 1. felesége Mattea (1347–1378) armagnaci grófnő, 5 gyermek, 2. felesége Jolán (1364–1431), Bar hercegnője, 6 gyermek, többek között:
    - (1. házasságából): Johanna (1375–1407) aragón trónkövetelő: (1396–1398), férje I. Mátyás foix-i gróf (1363–1398)
    - (2. házasságából): Jakab (1382–1388) aragón trónörökös: (1387–1388)
    - (2. házasságából): Jolán (1384–1443), férje II. Lajos (1377–1417) címzetes nápolyi király és Anjou hercege, 6 gyermek, többek között:
      - Anjou Lajos (1403–1434) aragón trónkövetelő: (1410–1412), III. Lajos néven címzetes nápolyi király és Anjou hercege
      - Anjou Renátusz (1409–1480) aragón trónkövetelő: (1466–1470), I. Renátusz néven nápolyi király: (1435–1442) és Anjou hercege: (1434–1480)

    - (2. házasságából): Ferdinánd (1389–1389) aragón trónörökös: (1389–1389)
    - (2. házasságából): Péter (1394–1394) aragón trónörökös: (1394–1394)

  - Márton (1356–1410), I. (Idős/Emberséges) Márton néven aragón király: (1396–1410), II. Márton néven szicíliai király: (1409–1410), 1. felesége I. (Nagy) Mária (1356–1406) lunai grófnő, 4 gyermek, 2. felesége Prades Margit (1388–1429) aragón királyi hercegnő, entençai bárónő, gyermekek nem születtek, 1. házasságából többek között:
    - (1. házasságából): Ifjú Márton (1374/75–1409) aragón trónörökös: (1396–1409), I. Márton néven szicíliai király, 4 gyermek, többek között:
      - (Tarsia Rizzari úrnővel folytatott viszonyból): Frigyes (1400/03–1438) aragón trónkövetelő: (1410–1412), Luna grófja

  - Eleonóra (1358–1382), férje I. János (1358–1390) kasztíliai király, 3 gyermek, többek között:
    - III. Henrik kasztíliai király (1379–1406)
    - Antequerai Ferdinánd (1380–1416) aragón trónkövetelő: (1410–1412), I. Ferdinánd néven aragón király: (1412–1416)

  - Alfonz (1362–1364)
- 4. feleségétől, Fortià Szibilla (1350 (körül)–1406) bárónőtől, 3 gyermek:
  - Alfonz (1376–1377 után)
  - Péter (1379–1379)
  - Izabella (Erzsébet) (1380–1424), férje Aragóniai Jakab (1480–1433) aragón trónkövetelő: (1410–1412), II. Jakab néven Urgell grófja, 5 gyermek, többek között
    - Aragóniai Johanna pradesi grófné (1415–1455)